# Tauoca
Tauoca, tanoca, taioca ou pinto-do-mato-de-cara-preta (Formicarius analis) é uma ave da família dos formicariídeos, nativa do sul do México até à Amazónia. Fazem a postura de dois ovos brancos em ninhos construídos em troncos ocos, forrados de folhas. Alimentam-se de vários insectos e, especialmente, de formigas (principalmente formiga-correição). Não apresenta dimorfismo sexual. Medem geralmente de 18 a 19 cm de comprimento, pesando cerca de 59 g.  O seu canto é composto de um assobio forte seguido de dois a dez assobios cada vez mais fracos.